# شو جيان
شو جيان (بالصينية: 徐健) هي لاعبة كرة لينة صينية، ولدت في 27 يوليو 1970 في الصين.
حازت على الميدالية الفضية في عام 1996 كجزء من الفريق الصيني حيث شاركت في ثماني مباريات. في مسابقة الكرة اللينة الأولمبية عام 2000 ، احتلت المركز الرابع مع المنتخب الصيني حيث لعبت خمس مباريات. 

## وصلات خارجية
- شو جيان على موقع اللجنة الأولمبية الدولية (الإنجليزية)
- شو جيان على موقع أوليمبيديا (الإنجليزية)